# Bintangresmi
Bintangresmi is een bestuurslaag in het regentschap Lebak van de provincie Banten, Indonesië. Bintangresmi telt 3325 inwoners (volkstelling 2010).